# Stora Sörn
Stora Sörn var en sjö, numera våtmark, i Norrköpings kommun i Östergötland och ingår i Motala ströms huvudavrinningsområde. Sjön har en area på 0,0544 kvadratkilometer och ligger 42,9 meter över havet.

## Delavrinningsområde
Stora Sörn ingår i det delavrinningsområde (649379-150629) som SMHI kallar för Ovan VDRID = Hyttebäcken i Motala Ströms vattendr*. Medelhöjden är 48 meter över havet och ytan är 12,23 kvadratkilometer. Räknas de 746 avrinningsområdena uppströms in blir den ackumulerade arean 13 248,92 kvadratkilometer. Avrinningsområdets utflöde Motala Ström mynnar i havet. Avrinningsområdet består mestadels av skog (45 procent) och jordbruk (26 procent). Avrinningsområdet har 1,56 kvadratkilometer vattenytor vilket ger det en sjöprocent på 12,7 procent. Bebyggelsen i området täcker en yta av 0,55 kvadratkilometer eller 5 procent av avrinningsområdet.